# Internetforum

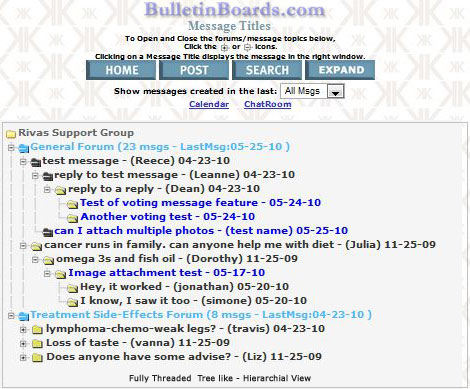
Forum med träd-struktur

Internetforum, ofta bara forum, är webbaserade diskussionsforum på internet. En diskuterar genom att skriva meddelanden. Till skillnad från chattrum så är meddelandena ofta längre en bara någon mening, och de arkiveras åtminstone temporärt. Ett forum kan ha en hierarkisk eller träd-liknande struktur, med huvud- och underkategorier. Beroende på forumets inställningar så kan användare vara anonyma eller behöva registrera sig för att kunna använda det. På de flesta forum behöver en inte logga in för att kunna läsa diskussioner, däremot för att skriva något.
Ordet forum är direkt lånat från latin med betydelsen marknadsplats, öppen yta eller allmän plats och har använts med innebörden samlingsplats för offentlig diskussion sedan 1680-talet.

## Historia
Webbaserade forum, som började komma i mitten av 1990-talet, liknar funktionsmässigt de BBS-forum och nyhetsgrupper som blev populära under 1980- och 1990-talen. 

## Princip
- Huvudkategorier - Kategorierna högst i hierarkin då en viss grupp forum är ordnade hierarkiskt. För webbforum räknas de kategorier som listas på startsidan för webbplatsens alla forum som huvudkategorier.
- Underkategorier - Behöver nödvändigtvis inte finnas med, men kan anses vara mer organiserat
- Trådar (alternativt diskussioner, ämnen, rubriker) - Enskilda diskussioner i ett forum, med en rubrik per tråd.

Ett webbforum har i allmänhet en startsida där samtliga huvudkategorier listas, ofta med information om vem som skrev det senaste inlägget och när det skrevs. När man klickar på en huvudkategori visas antingen trådarna för den kategorin eller ännu flera underkategorier. Innan man postar ett inlägg bör man alltid läsa de så kallade klistrade trådarna (de hamnar alltid längst upp bland alla trådar). Där i står det oftast regler eller annan information för just den specifika underkategorin.
För att starta en ny tråd klickar man på knappen "Ny tråd". Då dyker ett textformulär fram där man skriver sitt inlägg samt rubriken på inlägget (rubriken bör alltid spegla innehållet tydligt). Många forum har även stöd för uttryckssymboler och BBCodes, vilket ofta anses smidigare när man till exempel vill länka till en hemsida.
När inlägget är skrivet hamnar tråden längst upp i kategorin och övriga medlemmar kan läsa och svara på det.

### Behörigheter
Användarna på ett internetforum delas ofta in i grupper utifrån deras behörigheter. Administratörer, ofta förkortat admin, har full tillgång till forumet och kan bland annat ta bort medlemmar och inlägg. Moderatorer, förkortat mod, har i regel behörighet att ta bort och flytta trådar. Moderatorernas har till uppgift att radera stötande inlägg och liknande. Medlemmar eller användare kan i regel endast läsa, svara på och skapa nya trådar.
Användargruppernas behörigheter kan variera mellan olika forum, till exempel tillåts ibland även medlemmar radera diskussionstrådar.